# 마쓰다이라 기요무네

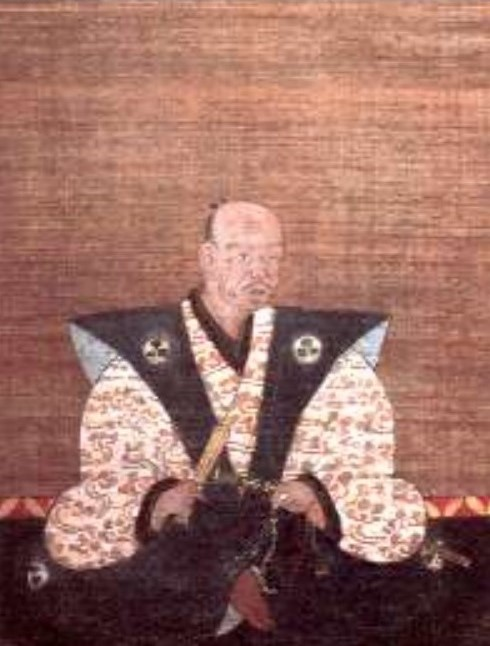
마쓰다이라 기요무네

마쓰다이라 기요무네(일본어: 松平清宗, 1538년 ~ 1605년 12월 19일)는 센고쿠 시대에서 아즈치모모야마 시대에 걸쳐 도쿠가와씨(徳川氏)의 가신으로서 활약한 무장으로, 다케노야 마쓰다이라 가의 5대 당주이다. 마쓰다이라 기요요시(松平清善)의 아들이며, 정실은 후코즈 마쓰다이라 가 요시카게(好景)의 딸이다. 6대 당주 마쓰다이라 이에키요(松平家清)의 아버지. 통칭은 요지로(與次郎), 겐바노조(玄蕃允).

## 생애
다케노야 마쓰다이라가의 무장으로서 도쿠가와 이에야스(德川家康)에게 사관했다. 1562년(에이로쿠 5년), 이마가와 씨(今川氏)를 이반한 이에야스에 동조하여 가미노고 성(上ノ郷城) 공략전에 참전한 듯하지만, 아버지 기요요시의 업적에 가려져 실적이 드러나지 않은 것으로 보인다. 다음해인 1563년(에이로쿠 6년)에는 산슈 잇코잇키(一向一揆) 진압전에 참전하여 무공을 세웠다.
1564년(에이로쿠 7년)에는 이에야스에 의한 산슈 동쪽의 거점 요시다 성 공략전에 참전하여, 류넨지(龍拈寺) 입구에서의 전투에서는 두 군데에 상처를 입고서도 적의 수급 5개를 거두는 공을 세웠다.
1568년(에이로쿠 11년) 음력 12월, 이에야스가 엔슈에 침공하자 이에 호응했다. 당시의 미카와 군단 편성에서는 서쪽의 중심이 오카자키성인 것에 대하여 동쪽의 중심은 요시다 성이었다. 당시 요시다 성주 대리였던 사카이 다다쓰구(酒井忠次)의 지시를 받는 여러 호족들 가운데 기요무네의 다케노야 마쓰다이라 가도 포함되어 있었다. 그로 인하여 엔슈 정복전에서 이에야스의 본진은 하마나호 동안의 히쿠마 성 탈취를 제1의 목표로 삼은 것에 대해, 사카이 다다쓰구의 지대(支隊)는 별동대로써 하마나 호 서안의 조기 제압이 제1의 목표였다.
1570년(겐키 원년) 음력 6월 29일에는 고슈 오네가와(姉川) 전투에 참전했다.
1575년(덴쇼 3년) 음력 5월 21일, 나가시노 전투(長篠の戦い)에서는 사카이 다다쓰구의 기습대로서 참전하고, 1582년(덴쇼 10년)에는 이에야스의 슨슈 병탄 후에 고코쿠지 성에 2천 관으로 배치되어, 요리키(与力) 50인도 붙여졌다. 하지만 고마키ㆍ나가쿠테 전투(小牧・長久手の戦い)에서는 적자 이에키요와 함께 참진하지 않고, 고코쿠지 성에 머무르며 소슈 고호조씨(後北条氏)에 대비했다.
1590년(덴쇼 18년), 오다와라 정벌(小田原の役)에 참진한다. 이때 이에야스 세력의 진의 배치로는, 이에야스 본진의 앞에 「전비(全備)」, 「전비」의 앞에 「제2 선진」, 그 앞이 「제1 선진」으로 구성되어 있었다. 기요무네의 다케노야(혹은 고코쿠지) 부대는 「제2 선진」 7조에 위치하여, 7조의 왼쪽 끝 날개를 담당했다.
다음해인 1591년(덴쇼 19년), 승리를 거둔 미카와 군단은 간토로 구니가에(国替え)된다. 이때 기요무네는 부슈 고다마군(児玉郡) 하치만야마(八幡山) 1만 석의 영주가 된다. 거성은 가지가오카 성(雉岡城)으로, 8~9월 경에 입봉한 것 같다. 기요무네가 입봉 후의 시책으로서 우선적으로 실시한 정책에는, 입봉한 해 안에 영내로 전주(転住)한 주민에게는 다음 해의 각종 세금의 면제를 약속하여 영민의 증가를 도모했다고 한다. 또 적자 이에키요에의 가독 선양은, 이 하치만야마를 영유하고 있던 때라고 한다.
1605년(게이쵸 5년), 세키가하라 이후의 전봉지인 산슈 요시다 성 3만 석으로 여생을 보내고 있다가 사망했다. 요시다 성 아래에 보리사로 전영사(全栄寺)가 창건되고, 그곳에 매장되었다. 볍명은 龍興院華翁全栄.
아들은 이에키요 외에, 기요사다(清定)가 있다. 적자 이에키요와 손자 다다키요에게 이에야스 부자의 이름 중 한 자씩을 허락한 것에는, 기요무네가 이에야스를 적극적으로 지지하여 수많은 무공을 거두었던 것에서 기인한 것이라 생각된다.
| 전임 마쓰다이라 기요요시 | 제5대 다케노야 마쓰다이라가 당주 ? ~ 1600년 | 후임 마쓰다이라 이에키요 |